# Villaño
Villaño es una localidad y entidad local menor del municipio burgalés de Valle de Losa, comarca de Las Merindades, comunidad autónoma de Castilla y León (España).
Su iglesia está dedicada a San Juan Bautista.

## Enclave
Inserto en su territorio se emplaza uno de los más pequeños enclaves de España, llamado La Cerca de Villaño. Pertenece históricamente a la ciudad de Orduña y, consecuentemente, a la provincia de Vizcaya.